# Nowickia marklini
Nowickia marklini là một loài ruồi trong họ Tachinidae.